# Bayram Sönmez
Bayram Sönmez (ur. 2 lipca 1990 w Kyrdżali) – turecki wioślarz, brązowy medalista mistrzostw świata.

## Osiągnięcia
- Mistrzostwa świata U-23 – Račice 2009 – jedynka wagi lekkiej – 13. miejsce.
- Mistrzostwa świata – Poznań 2009 – ósemka wagi lekkiej – 7. miejsce.
- Mistrzostwa świata – Amsterdam 2014 – ósemka ze sternikiem wagi lekkiej – 3. miejsce